# Струмишки конгрес на ВМОРО (1905)
Струмишки окръжен конгрес на ВМОРО на Струмишкия революционен окръг се провежда през юни 1905 година под ръководството на Христо Чернопеев.

## Предистория
Няколко дни преди това на 27-28 май се провежда конгрес на Струмишка околия, която взима решения предимно с икономическото развитие на околията.

## Делегати
Конгресът се провежда през юни 1905 година в местността Цървено поле в Огражден. Според Панде Куюмджиев присъстват 60 делегати и 5 войводи с четите си. Сред тях са окръжният войвода Христо Чернопеев, Иван Илиев, Мануш Георгиев Турновски, Костадин Самарджиев – Джемото, Александър Китанов, Мирчо Икономов, Панде Куюмджиев, Пандо Попманушев, Иван Смолски, Кочо Хаджиманов. За председател на Бюрото на конгреса е избран Панде Куюмджиев. Конгресът продължава шест дена.

## Решения
Околийският конгрес взима решения да се създадат специални съдебни институти със специален правилник за съдопроизводство, като се иззема съдебната функция на ръководните тела. Паричните приходи от съдопроизводството се пренасочват към затворените дейци на ВМОРО, а от излишъка на произведените житни култури от местното население се заделя 5% данък. Обсъден е и въпросът за събирането на членски внос и за събирането на средства за организацията чрез облагане с данък на търговци, производители, еснаф и други. Избира се районно ръководно тяло. Струмица е разделен на „няколко махаленски ръководни управителни тела с отделни управления във всеки участък“. На конгреса условно на смърт е осъден митрополит Герасим Струмишки за контрареволюционна дейност. Взетите решения са в духа Директивата за бъдеща дейност на ВМОРО на Яне Сандански и Христо Чернопеев, изработена с участието на някои социалдемократи. Конгресът избира ревизионна комисия, която да проверява сметките на градските и селските управителни тела. Определя начина и времето за избор на районни ръководни тела, селските съдилища и десетниците. Разгледан и приет е и правилник за селските чети. Конгресът избира делегати за окръжния конгрес, който бил свикан през лятото на същата година и взел „решения в духа на директивата“.